# Ivry-la-Bataille
Ivry-la-Bataille è un comune francese di 2 614 abitanti situato nel dipartimento dell'Eure nella regione della Normandia.

## Società

### Evoluzione demografica
Abitanti censiti